# Mănășturel, Cluj
Mănășturel (în maghiară Monostorszek) este un sat în comuna Cuzdrioara din județul Cluj, Transilvania, România.

## Date geografice
Pe teritoriul acestei localități se găsesc izvoare sărate.

## Bibliografie

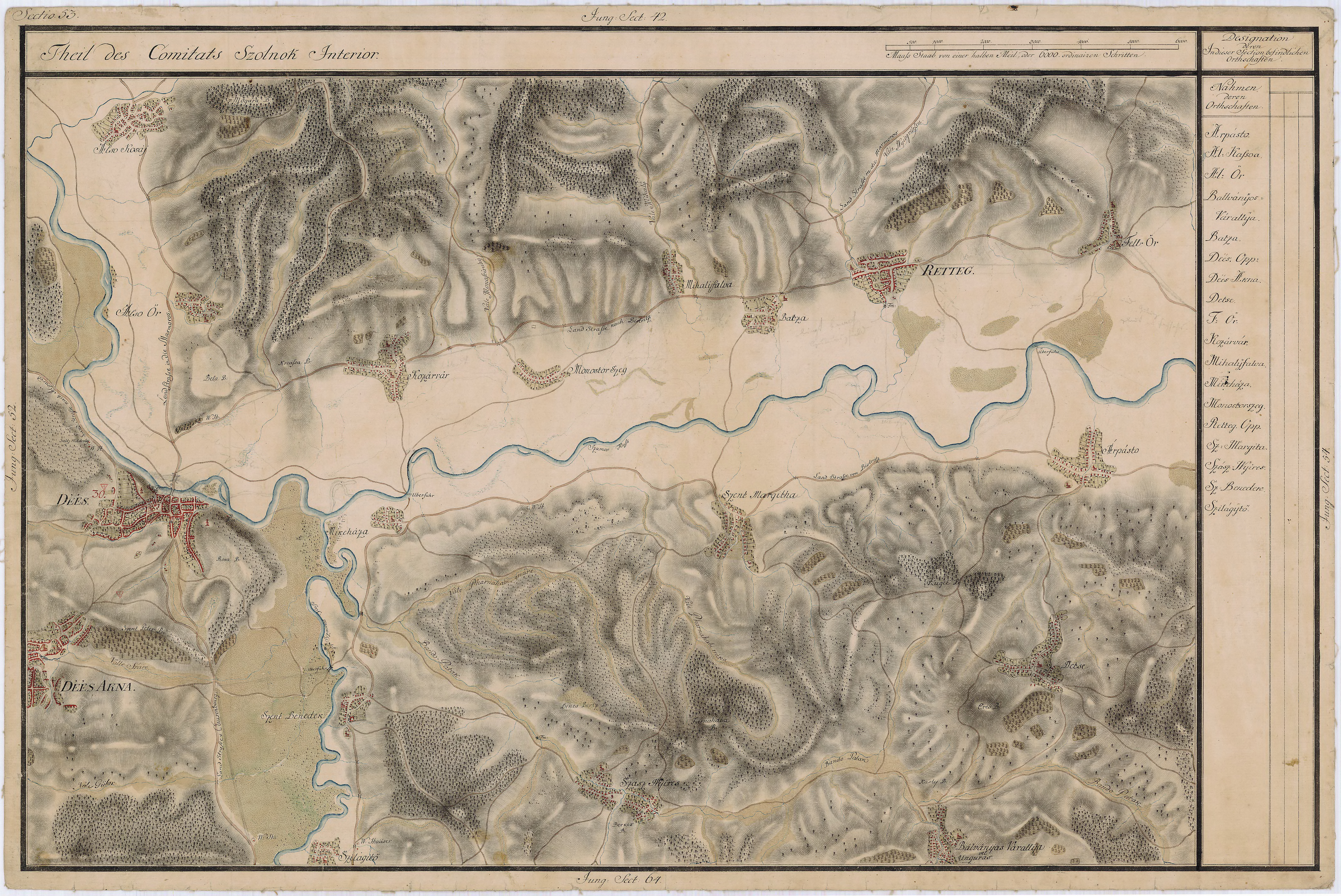
Mănăşturel în Harta Iosefină a Transilvaniei, 1769-73